# Entosthodon obtuso-apiculatus
Entosthodon obtuso-apiculatus là một loài Rêu trong họ Funariaceae. Loài này được Müll. Hal. mô tả khoa học đầu tiên năm 1900.